# Kat DeLuna
Kathleen Emperatriz DeLuna (El Bronx, Nueva York, 26 de noviembre de 1987), más conocida como Kat DeLuna, es una cantante, compositora y bailarina dominicano-estadounidense.

## Biografía

### Inicios
Después del exitoso debut de Kat DeLuna con su sencillo de oro, “Whine Up”, junto a Elephant Man, publica otro hit: Run The Show, donde colaboraron Busta Rhymes en inglés y Don Omar en español.
El álbum de Kat DeLuna, titulado “9 Lives”, fue lanzado en la primavera del año 2008. El mismo se editó bajo la producción ejecutiva de Akon, ganador de múltiples discos de platino, con quien además hace un dúo en este disco.
Obtuvo un reconocimiento del MTV Tr3s a “Mejor Artista Revelación” y fue nominada a los Billboard Latin Music. DeLuna también ha estado presente en publicaciones tales como la revista People, Entertainment Weekly, USA Today y Teen Vogue. La revista Billboard la definió “con una fuerza vocal que evoca a la gran Selena, esta descendiente de dominicanos podría estar iniciando un movimiento musical propio”.
DeLuna posee un gran entrenamiento musical desde niña; deLuna4D debutó como cantante de ópera y desarrolló una increíble apreciación por las diferentes influencias musicales. Hoy en día, su sonido es una mezcla de géneros tales como el hip-hop, R&B, merengue, pop, jazz latino, electrónica y dance.
A pesar de sus triunfos, las cosas no siempre han sido fáciles para la artista. Nació en El Bronx, Nueva York, pero fue criada en República Dominicana. A la edad de nueve años, y al corto tiempo de que su familia volviera a los Estados Unidos, esta vez estableciéndose en la ciudad de Newark, Nueva Jersey, sus padres se divorciaron, sirviendo este episodio de inspiración para su primera canción titulada “Estoy Triste”. “En ella le decía a mi madre cómo me sentía por esta situación y le pedía que no llorará más por mi padre”, explica Kat.
Aunque en ocasiones Kat y sus hermanas se vieron forzadas a pedir a sus vecinos alimentos debido al abandono al que su padre las tenía sumida, esta crítica situación financiera incitó a la preadolescente a quedarse en la escuela y enfocarse en alcanzar sus objetivos artísticos. Ella comenzó a actuar en carnavales locales, compartiendo escenario con importantes artistas latinos tales como Milly Quezada y Marc Anthony. En su tiempo libre, Kat estudiaba los discos de Aretha Franklin y Billie Holiday, a quien ella imitaba a diario en las máquinas de karaoke.
Con aquel objetivo en mente, a la edad de 14 años, Kat fue aceptada en el instituto de talento especializado “School of the Performing Arts” de Nueva Jersey, al cual han asistido artistas célebres de la talla de Whitney Houston, Savion Glover y Tisha Campbell. Como estudiante de primer año, Kat participó en audiciones en el “The Village Voice”, tratando por todos los medios de dar muestra de su talento. Finalmente fue elegida para formar parte de las “Coquette”, un grupo latino de hip-hop y R&B.
Con las “Coquette”, Kat siguió buscando oportunidades que la condujeran hacia su objetivo de ser una intérprete reconocida a nivel mundial. A la edad de 15 años, Kat encontró su destino cuando entró a una competición de karaoke, donde su versión del clásico de Houston, “Siempre te amaré", obtuvo el primer el lugar.
En esta competencia ella se encontró con el salsero cubano, Rey Ruiz. Ruiz le ofreció sus consejos a Kat, los cuales ella recuerda hasta el día de hoy. “Él me dijo, nadie te conoce mejor que tú mismo, y nadie te puede ayudar, si tú no puedes ayudarte a ti mismo”. Desde entonces Kat comenzó agresivamente a escribir su propia música, y así ha seguido haciéndolo desde entonces.

### Carrera profesional
Kat firmó un contrato con el grupo Get Money Brother (GMB), un grupo productor musical dirigido por Tyrone Edmond y Mike Jean-Baptiste. Kat finalmente está bajo el sello de estos dos productores y EPIC music.
Sus inicios en el mundo musical a nivel mundial comienzan con el sencillo “Whine Up” el cual es ofrecido primero en trozos de los ensayos del que sería el video. La canción finalmente fue lanzada en Estados Unidos el 15 de mayo de 2007. La canción entró directa al #24 de Bulling Ander Hot 100 singles y #124 del Billboard Hot 100, llegando finalmente hasta el #29.
"Whine Up" (junto a Elephant Man) es una fusión de música house, latina, dance hall y pop. Para este tema realizó un dueto con Elephant Man, un intérprete jamaiquino de reggae con el que se logró identificar vocalmente a la perfección. La historia de visual del tema fue filmada en Nueva York, y en éste Kat muestra sus dotes de bailarina de hip hop junto con un grupo de chicos y chicas que bailan su canción al estilo de La Macarena, popular melodía que hace unos diez años obtuvo gran éxito a nivel mundial.
El álbum debut de Kat 9 Lives incluyó once canciones en inglés y tres canciones en español, siendo versiones de las mejores canciones del disco, entre las que se encuentran Whine Up, Como un sueño y Run the show .Según ha confirmado Billboard, su lanzamiento fue previsto para el 7 de agosto de 2007. Whine Up ha sido elegida como canción para diferentes eventos como Saturday Night’s Main Event, el Summerslam de este año y WWE Smackdown vs Raw 2008. A mediados de julio de 2007 Kat DeLuna fue elegida como artista de “Descubre & Download” de MTV Tr3s y aparecerá en “MiTRL,” MTV Tr3s.com, MTV MTV Tr3s Radio, MTV Tr3s Mobile, MTV.com, VOD, y el servicio de música digital URGE de MTV Networks.
A una semana del lanzamiento de su disco 9 Lives , Kat DeLuna tiene previsto el lanzamiento de su segundo sencillo “Am I Dreaming” en exclusiva para People en español. Tras el éxito de su primer sencillo, que continúa en el top 20, no quiere perder el tiempo y sigue promocionando las canciones que se incluyen en su álbum debut, solo se está esperando el video de su nueva canción.
En 2009, se comenzó a promocionar el segundo disco de su autoridad Inside out, que saldrá en verano de 2010, con "Dance Baílalo" sencillo que tiene como característica principal el uso de parte de la canción Magalenha de Sérgio Mendes al inicio. Como sencillo oficial, a principios del año 2010 se promocionó "Push Push" en la cual participa la popular celebridad Akon.
Inside Out fue lanzado en Japón, lo cual se cree que Dancing Tonight fue el primer sencillo y Boom Boom Tequila es el segundo, se desconoce si este segundo sencillo tendrá video.
El 2011 anunció que Inside Out tendrá otra versión americana, la cual se titula Viva. Su primer sencillo Drop It Low ya fue estrenado en las radios de los Estados Unidos y ya cuenta con un video.
En mayo de 2019, Kathleen lanza "Last Night in Miami", para luego sacar dos sencillos: "Only One" y "WILD Girl", en julio del mismo año.

## Discografía

### Álbumes
| Título             | Detalles del álbum | Posiciones en las listas | Posiciones en las listas | Posiciones en las listas | Posiciones en las listas | Posiciones en las listas | Posiciones en las listas | Posiciones en las listas | Certificaciones (en ventas) |
| Título             | Detalles del álbum | [ 3 ]                    | [ 4 ]                    | [ 5 ]                    | [ 6 ]                    | [ 7 ]                    | [ 8 ]                    | [ 9 ]                    | Certificaciones (en ventas) |
| ------------------ | --- | ------------------------ | ------------------------ | ------------------------ | ------------------------ | ------------------------ | ------------------------ | ------------------------ | --------------------------- |
| Álbumes de estudio | |                          |                          |                          |                          |                          |                          |                          |                             |
| 9 Lives            | - Fecha de lanzamiento: 7 de agosto de 2007 - Certificación: Epic - Formatos: CD, descarga digital                    | 58                       | 64                       | 16                       | 15                       | 26                       | 49                       | 63                       | - 100 000                   |
| Inside Out         | - Fecha de lanzamiento: 5 de noviembre de 2010 - Certificación: Universal Motown - Formatos: CD, descarga digital     | —                        | —                        | 16                       | —                        | 114                      | —                        | 47                       |                             |
| Loading            | - Fecha de lanzamiento: 15 de abril de 2016 - Certificación: Entertainment One Music - Formatos: CD, descarga digital | —                        | —                        | —                        | —                        | —                        | —                        | —                        |                             |

#### Otros
| Título                     | Detalles del álbum                                                                                            |
| -------------------------- | --- |
| Mixtape                    | |
| Inside Out:The Mixtape     | - Fecha de lanzamiento: 1 de noviembre de 2010 - Certificación: Universal Motown - Formatos: descarga digital |
| Extended plays             | |
| Loading (Japanese Version) | - Fecha de lanzamiento: 7 de octubre de 2016 - Certificación: Cape Republic - Formatos: descarga digital      |

### Sencillos
| Año        | Título                                       | Posiciones en la lista | Posiciones en la lista | Posiciones en la lista | Posiciones en la lista | Posiciones en la lista | Posiciones en la lista | Posiciones en la lista | Posiciones en la lista | Posiciones en la lista | Posiciones en la lista | Posiciones en la lista | Posiciones en la lista | Posiciones en la lista |
| Año        | Título                                       | América                | América                | América                | América                | Europa                 | Europa                 | Europa                 | Europa                 | Europa                 | Europa                 | Europa                 | Europa                 |                        |
| Año        | Título                                       | CAN                    | USA                    | Dance                  | Latin                  | ALE                    | AUT                    | BEL                    | FIN                    | FRA                    | RU                     | SUE                    | SUI                    | AUS                    |
| ---------- | -------------------------------------------- | ---------------------- | ---------------------- | ---------------------- | ---------------------- | ---------------------- | ---------------------- | ---------------------- | ---------------------- | ---------------------- | ---------------------- | ---------------------- | ---------------------- | ---------------------- |
| 9 Lives    |                                              |                        |                        |                        |                        |                        |                        |                        |                        |                        |                        |                        |                        |                        |
| 2007       | «Whine Up» (Con Elephant Man)                | 15                     | 29                     | 1                      | 14                     | 24                     | 65                     | 6                      | —                      | 9                      | —                      | —                      | 49                     | 18                     |
| 2008       | «Run The Show» (Con Don Omar / Busta Rhymes) | —                      | 117                    | 2                      | 38                     | 73                     | —                      | 5                      | 2                      | 6                      | 41                     | 18                     | 29                     | —                      |
| 2008       | «In The End»                                 | —                      | —                      | —                      | —                      | —                      | —                      | 31                     | —                      | —                      | —                      | —                      | —                      | —                      |
| Inside Out |                                              |                        |                        |                        |                        |                        |                        |                        |                        |                        |                        |                        |                        |                        |
| 2009       | «Unstoppable» (Con Lil' Wayne)               | 80                     | —                      | —                      | —                      | —                      | —                      | —                      | —                      | —                      | —                      | —                      | —                      | —                      |
| 2010       | «Push Push» (Con Akon)                       | 84                     | —                      | —                      | —                      | —                      | —                      | 15                     | —                      | 9                      | —                      | —                      | —                      | —                      |
| 2010       | «Party O'Clock»                              | —                      | —                      | —                      | —                      | —                      | —                      | 17                     | —                      | 76                     | —                      | —                      | —                      | —                      |
| 2011       | «Dancing Tonight» (Con Fo Onassis)           | —                      | —                      | 1                      | —                      | —                      | —                      | 65                     | —                      | —                      | —                      | —                      | —                      | —                      |
| 2011       | «Drop It Low»                                | —                      | —                      | —                      | —                      | —                      | —                      | 7                      | —                      | —                      | —                      | —                      | —                      | —                      |
| Loading    |                                              |                        |                        |                        |                        |                        |                        |                        |                        |                        |                        |                        |                        |                        |
| 2012       | «Wanna See You Dance (La La La)»             | —                      | —                      | —                      | —                      | —                      | —                      | 54                     | —                      | 188                    | —                      | —                      | —                      | —                      |
| 2012       | «Wild Girl» (Con DJ Yass Carter)             | —                      | —                      | —                      | —                      | —                      | —                      | —                      | —                      | —                      | —                      | —                      | —                      | —                      |
| 2015       | «Bum Bum» (Con Trey Songz)                   | —                      | —                      | —                      | —                      | —                      | —                      | 71                     | —                      | —                      | —                      | —                      | —                      | —                      |
| 2016       | «What a Night» (Con Jeremih)                 | —                      | —                      | —                      | —                      | —                      | —                      | —                      | —                      | —                      | —                      | —                      | —                      | —                      |
| 2016       | «Forever» (Con Natel)                        | —                      | —                      | —                      | —                      | —                      | —                      | —                      | —                      | —                      | —                      | —                      | —                      | —                      |
| 2016       | «Waves»                                      | —                      | —                      | —                      | —                      | —                      | —                      | —                      | —                      | —                      | —                      | —                      | —                      | —                      |
| N/A        |                                              |                        |                        |                        |                        |                        |                        |                        |                        |                        |                        |                        |                        |                        |
| 2016       | «Nueva Actitud» (Con Arcángel)               | —                      | —                      | —                      | —                      | —                      | —                      | —                      | —                      | —                      | —                      | —                      | —                      | —                      |
| 2019       | «Last Night In Miami»                        | —                      | —                      | —                      | —                      | —                      | —                      | —                      | —                      | —                      | —                      | —                      | —                      | —                      |
| 2019       | «Only One»                                   | —                      | —                      | —                      | —                      | —                      | —                      | —                      | —                      | —                      | —                      | —                      | —                      | —                      |

#### Sencillos Promocionales
| 9 Lives    |                            |   |    |
| 2008       | «Am I Dreaming»            | — | 24 |
| Inside Out |                            |   |    |
| 2009       | «Dance Bailalo»            | — | 34 |
| 2011       | «Boom Boom (Tequila)»      | — | —  |
| Loading    |                            |   |    |
| 2012       | «Sobredosis» (Con El Cata) | — | 32 |
| 2013       | «Stars»                    | 2 | —  |

### Colaboraciones
| Año            | Título                                                       | Mejor posición | Mejor posición | Mejor posición | Mejor posición | Mejor posición | Álbum               |
| Año            | Título                                                       | USA            | BEL            | FIN            | FRA            | SUE            | Álbum               |
| -------------- | ------------------------------------------------------------ | -------------- | -------------- | -------------- | -------------- | -------------- | ------------------- |
| Colaboraciones |                                                              |                |                |                |                |                |                     |
| 2007           | "Cut Off Time" (Omarion feat. Kat DeLuna)                    | 123            | —              | —              | —              | —              | Feel The Noise      |
| 2008           | "Breathing Your Love" (Darin feat. Kat DeLuna)               | —              | —              | 13             | —              | 2              | Flashback           |
| 2009           | "Shake It Up" (Big Ali feat. Kat DeLuna)                     | —              | —              | —              | —              | —              | Louder              |
| 2011           | "I'm Alright" (Jean-Roch feat. Kat DeLuna & Flo Rida)        | 84             | 51             | —              | 33             | —              | Music Saved My Life |
| 2011           | "Tonite" (Nicola Fasano feat. Kat DeLuna)                    | —              | —              | —              | —              | —              | Tega                |
| 2012           | "Dame" (Shaggy feat. Kat DeLuna)                             | —              | —              | —              | —              | —              | Summer in Kingston  |
| 2012           | "I Had A Dream" (David Latour feat. Kat DeLuna & Fo Onassis) | —              | 47             | —              | —              | —              |                     |
| 2012           | "Vodka" (Fo Onassis feat. Kat DeLuna & DJ Davis)             | —              | —              | —              | —              | —              |                     |
| 2012           | "Shake It" (DAM' EDGE feat. Kat DeLuna & Fatman Scoop)       | —              | 111            | —              | —              | —              |                     |
| 2013           | "Always On My Mind" (Costi feat. Kat DeLuna)                 | —              | —              | —              | —              | —              |                     |
| 2014           | "Last Call" (The Bello Boys feat. Kat DeLuna)                | —              | —              | —              | —              | —              |                     |
| 2016           | "Nobody" (Faydee feat. Kat DeLuna & Leftside)                | —              | —              | —              | —              | —              |                     |

## Other appearances
| Year | Title                                                                 | Album                                  |
| ---- | --------------------------------------------------------------------- | -------------------------------------- |
| 2007 | "Body Talk" (Elephant Man con Kat DeLuna & Jha Jha)                   | Let's Get Physical                     |
| 2008 | "You're My Baby" (Hollowpoint con Kat DeLuna)                         | Reggae Dancehall Nature (Jah Snowcone) |
| 2008 | "Right Now (Na Na Na) (Remix)" (Akon con Kat DeLuna)                  |                                        |
| 2008 | "Curiosity" (Andy Hilfiger con Kat DeLuna, Zieme & Nani)              | Made in Harlem                         |
| 2009 | "Calling You"                                                         | Confessions of a Shopaholic            |
| 2009 | "Shake It Up" (Big Ali con Kat Kat DeLuna)                            | Louder                                 |
| 2009 | "Whine Up (Johnny Vicious Spanish Mix)" (Kat DeLuna con Elephant Man) | Bring It On: Fight To The Finish       |
| 2017 | "Right Now" (Yemi Alade con Kat DeLuna)                               | Black Magic                            |

### Videos musicales
| Año                                     | Título                                                       | Director                |
| --------------------------------------- | ------------------------------------------------------------ | ----------------------- |
| 9 Lives                                 |                                                              |                         |
| 2007                                    | «Whine Up» (Con Elephant Man)                                | Gil Green               |
| 2007                                    | «Am I Dreaming»                                              | Jessy Terrero           |
| 2008                                    | «Run The Show» (Con Don Omar / Busta Rhymes)                 | Ray Kay                 |
| 2008                                    | «In The End»                                                 | Ray Kay                 |
| Inside Out                              |                                                              |                         |
| 2009                                    | «Unstoppable» (Con Lil' Wayne)                               | Tyrone Edmond           |
| 2010                                    | «Push Push» (Con Akon)                                       | Sarah Chatfield         |
| 2010                                    | «Party O'Clock»                                              | Jake Realisatur         |
| 2011                                    | "Dancing Tonight» (Con Fo Onassis)                           | Tyrone Edmond           |
| 2011                                    | «Drop It Low»                                                | Tyrone Edmond           |
| Viva Out Loud                           |                                                              |                         |
| 2012                                    | «Wanna See You Dance (La La La)»                             | Rob Kassabian           |
| 2012                                    | «Wild Girl» (Con DJ Yass Carter)                             | N/A                     |
| 2015                                    | «Bum Bum» (Con Trey Songz)                                   | Tyrone Edmond           |
| Otros videos y colaboraciones musicales |                                                              |                         |
| 2007                                    | "Cut Off Time" (Omarion feat. Kat DeLuna)                    | N/A                     |
| 2008                                    | "Breathing Your Love" (Darin feat. Kat DeLuna)               | Marcus Lundin           |
| 2011                                    | "I'm Alright" (Jean-Roch feat. Kat DeLuna & Flo Rida)        | Arno Bani               |
| 2011                                    | "Tonite" (Nicola Fasano feat. Kat DeLuna)                    | Gianluca Calu Montesano |
| 2012                                    | "I Had A Dream" (David Latour feat. Kat DeLuna & Fo Onassis) | Justin Purser           |
| 2012                                    | "Shake It" (DAM' EDGE feat. Kat DeLuna & Fatman Scoop)       | N/A                     |
| 2013                                    | "Always On My Mind" (Costi feat. Kat DeLuna)                 | N/A                     |

## Tours/DVD
| Año   | Nombre          | Productor       | Álbum      | Recaudación $ |
| ----- | --------------- | --------------- | ---------- | ------------- |
| Tours |                 |                 |            |               |
| 2012  | VIVA Japón Tour | Armani Exchange | Inside Out | —             |

## Premios y nominaciones
| Año                                   | Categoría                              | Género  | Canción/Álbum                     | Resultado |
| ------------------------------------- | -------------------------------------- | ------- | --------------------------------- | --------- |
| Premios ALMA de la Música             |                                        |         |                                   |           |
| 2009                                  | Estrella Futura Femenina               | General | N/A                               | Nominada  |
| Premios Billboard de la Música Latina |                                        |         |                                   |           |
| 2008                                  | Latino "Dance Club Play Track" Del Año | Latin   | «Whine Up» (Con Elephant Man)     | Ganadora  |
| Premios Casandra                      |                                        |         |                                   |           |
| 2009                                  | Nuevo Artista Internacional            | Pop     | «Run The Show» (Con Busta Rhymes) | Ganadora  |
| Los Premios MTV Latinoamérica         |                                        |         |                                   |           |
| 2007                                  | MTV Tr3́s "Mejor Artista Nuevo"         | General | N/A                               | Ganadora  |
| Premios TMF (Bélgica)                 |                                        |         |                                   |           |
| 2008                                  | Mejor Urbana                           | General | «Whine Up» (Con Elephant Man)     | Ganadora  |
| 2008                                  | Mejor Artista Nuevo                    | General | «Whine Up» (Con Elephant Man)     | Ganadora  |